# 大渠街道
大渠街道，是中华人民共和国山西省运城市盐湖区下辖的一个乡镇级行政单位。

## 行政区划
大渠街道下辖以下地区：
寺北村、大渠村、王家营村、南张村、北张村、董家营村、乔安庄村、羊驮寺村、南李村、程家庄村、南孙坞村、北孙坞村和东孙坞村。